# Résolution 395 du Conseil de sécurité des Nations unies
Membres permanents
- Chine
- États-Unis
- France
- Royaume-Uni
- URSS

Membres non permanents
- Bénin
- Guyana
- Italie
- Japon
- Libye
- Pakistan
- Panama
- Roumanie
- Suède
- Tanzanie

Résolution no 394 Résolution no 396
La résolution 395 du Conseil de sécurité des Nations unies fut adoptée à l'unanimité le 25 août 1976. Après avoir entendu divers points des ministres des affaires étrangères de la Grèce et de la Turquie concernant un différend territorial en mer Égée, le Conseil a noté la tension persistante et a appelé les deux parties à faire preuve de retenue et entamer des négociations. Il a également fait prendre conscience aux deux pays que la Cour internationale de justice était suffisamment qualifiée pour être en mesure de régler tout différend juridique restant.
La Grèce avait accusé la Turquie de mener des opérations sismologiques sur le plateau continental revendiqué par la Grèce. Pendant ce temps, la Turquie avait protesté contre le harcèlement et l'intimidation d'un navire de recherche civil turc,.